# Državna univerza Floride
Državna univerza na Floridi (izvirno angleško Florida State University) je ameriška javna raziskovalna univerza s sedežem v kraju Tallahassee na Floridi. Univerza je bila ustanovljena leta 1851.